# Boško B. Obradović
Boško B. Obradović (Sinj, 7. travnja 1938. – Pula, 22. srpnja 1997.) bio je hrvatski pjesnik iz Pule. 

## Životopis
Boško B. Obradović rođen je u Sinju, a školovao se u Sinju, Sarajevu, Beogradu i Ljubljani. Nakon obrazovanja 1958. godine doselio se u Pulu. Tijekom života u Puli iskazao se kao kulturni (kazalište, film, radio, novinarstvo) i športski djelatnik, redatelj spektakla i organizator. Godine 1968. režirao je predstavu Atomsko sklonište koja je premijerno izvedena u Istarskom narodnom kazalištu, a temeljila se na izboru iz svjetske antiratne poezije, za tu priliku pojačane nekim njegovim pjesmama. Osnivač je istarskog književnog sajma "Sa(n)jam knjige" i osnivač je pulskog glazbenoga sastava Atomsko sklonište, te je sastav dobio ime po njegovoj istoimenoj predstavi. Također je sudjelovao u istom sastavu kao tekstopisac i recitator. Djelovao je kao član od 1977. do 1980. godine. Nakon toga je 1981. godine ponovno sudjelovao u Atomskom skloništu, samo kao gost, na albumu "Extrauterina" kao tekstopisac zajedno s Bruno Langerom i Sergiom Blažićem "Đoserom". Nakon Atomskog skloništa i dalje se bavio svojim zanimanjima.
Objavio je u Puli pjesničku zbirku Postajem sam sebi drug, 1983. godine, a s ilustratorom Miroslavom Šuputom slikovnicu za djecu Kad se more u srce sakrije, kad brodovi u srce uplove (1984.). Njegova najpoznatija knjiga je Godine nježnosti koja je napisana je 1997. godine, a posmrto objavljena 1998. godine. 
Boško B. Obradović umro je od tromboze izazvane lomom kuka u prometnoj nesreći. 22. srpnja 1997. godine. 

## Vanjske poveznice
- [neaktivna poveznica] - Encyclopaedia Metallum The Metal Archives
- Music Alphabet
- Discogs